# Coptaspis brevipennis
Coptaspis brevipennis är en insektsart som beskrevs av Ludwig Redtenbacher 1891. Coptaspis brevipennis ingår i släktet Coptaspis och familjen vårtbitare. Inga underarter finns listade i Catalogue of Life.